# داتشني (أوديسكا)
داتشني (Дачне) هي مدينة في مقاطعة أوديسكا في أوكرانيا.

## السكان
يبلغ عدد سكانها حوالي 8278 نسمة.